# Het Roze Rijk
Het Roze Rijk was een radioprogramma en een website voor de Nederlandse homoseksuele gemeenschap. Het radioprogramma was van 1995 tot begin 2003 elke zaterdagavond bij de NPS te beluisteren op de middengolf frequentie van Radio 5 747 AM. Van 1982 t/m 1995 heette het programma Homonos en van 1980 t/m 1982 Ook zo.

## Geschiedenis

### Ook zo – HomoNos – Het Roze Rijk – RozeRijk.nl
De VPRO begon in 1980 met het programma Ook zo op Hilversum 3 (nu 3FM). De NOS nam het programma in 1982 van de VPRO over en noemde het programma HomoNos. Tal van bekende journalisten zetten er hun eerste schreden: Job Frieszo, Aletta van Oosten, Peter van der Vorst, Maino Remmers, Diane de Coninck, Ria Luichies, Theo Verbruggen en vele anderen.
Toen de NOS gesplitst werd in de NOS (nieuws, sport en uitzendingen met een landelijk belang) en de NPS (kunst, cultuur, minderheden), kwam het programma bij de NPS terecht. Een prijsvraag leverde de nieuwe naam Het Roze Rijk op. In het voorjaar van 2003 was de laatste uitzending van het radioprogramma. De programmaleiding noemde het enerzijds een bezuiniging, anderzijds vond men dat homo- en lesbisch nieuws meer vanzelfsprekend aan bod moet komen in het reguliere programma-aanbod. Daarna werd de website nog enige tijd voortgezet.

### Steun uit politieke hoek
Toch waren het vooral leden van de Tweede Kamer en grote partijen uit de homobeweging die sterk pleitten voor enigerlei vorm van continuïteit, juist in de tijd (begin jaren '00) dat onbegrip voor homoseksualiteit met name onder jongeren weer de kop opstak. Daarom kwam de omroepleiding van de NPS met het idee voor een roze website, als compensatie voor het verlies van het radioprogramma.
Een globale verkenning van de redactie leverde talrijke aanknopingspunten op om op het internet van start te gaan. Want hoewel het wereldwijde web een hoge vlucht had genomen, bleek het informatieve en vooral journalistieke gehalte van de meeste bestaande roze sites uiterst beperkt.

### Doelstelling
De toegevoegde waarde die RozeRijk.nl na zou moeten gaan streven was dat er een reclamevrij, onafhankelijk en laagdrempelig platform zou gaan bestaan, met dagelijks het laatste nieuws, veel ruimte voor achtergrond en discussie, met bijdragen uit de homowereld zelf en natuurlijk waardevolle content in het algemeen. Het Roze Rijk als radioprogramma gaf al veel achtergrondinformatie; RozeRijk.nl zou die achtergrondinformatie via het internet ten volste uit moeten gaan buiten.
Waardevol betekent bij de Publieke Omroep bijvoorbeeld ook: multimediaal, dus: in tekst, beeld en geluid. Maar ook: interactief. Bij alle onderwerpen zouden bezoekers hun eigen mening moeten gaan geven. Ook zou de redactie zelf op zoek moeten gaan naar opmerkelijke ontwikkelingen en standpunten.
Omdat Het Roze Rijk een omroepsite zou worden, kon de redactie ook gaan putten uit de audio- en videoarchieven van de Publieke Omroep (in 2004 had de Nederlandse Publieke Omroep meer dan 100.000 audio- en videofragmenten online beschikbaar).

### Website
Al met al was het resultaat een 'nieuws- en opiniesite voor homo, bi & lesbo Nederland'. RozeRijk.nl was een nieuws-, opinie-, entertainment-, en multimediawebsite. De redactie bood een selectie uit het nieuws en verhalen die te koppelen waren aan homoseksualiteit, biseksualiteit, transseksualiteit enzovoort. Ook waren er items als een online homojongeren-videosoap, een hoorspel (een bewerking van Jacob Israël de Haans controversiële boek Pijpelijntjes), een lesbisch feuilleton, oude uitzendingen van de Amsterdamse homozender MVS enzovoort.
Het Roze Rijk als website werd in zijn voortbestaan bedreigd door bezuinigingen bij de NPS.

### Einde
In de zomer van 2006 besloot de NPS dat ook RozeRijk.nl niet aan de bezuinigingen kon ontkomen. Op 31 augustus 2006 werkte de redactie van het project voor het laatst, daarna werd de website als openbaar archief bewaard.